# CBX8
CBX8 (англ. Chromobox 8) – білок, який кодується однойменним геном, розташованим у людей на короткому плечі 17-ї хромосоми. Довжина поліпептидного ланцюга білка становить 389 амінокислот, а молекулярна маса — 43 396.
| 10         |  | 20         |  | 30         |  | 40         |  | 50         |
| ---------- |  | ---------- |  | ---------- |  | ---------- |  | ---------- |
| MELSAVGERV |  | FAAEALLKRR |  | IRKGRMEYLV |  | KWKGWSQKYS |  | TWEPEENILD |
| ARLLAAFEER |  | EREMELYGPK |  | KRGPKPKTFL |  | LKAQAKAKAK |  | TYEFRSDSAR |
| GIRIPYPGRS |  | PQDLASTSRA |  | REGLRNMGLS |  | PPASSTSTSS |  | TCRAEAPRDR |
| DRDRDRDRER |  | DRERERERER |  | ERERERERER |  | GTSRVDDKPS |  | SPGDSSKKRG |
| PKPRKELPDP |  | SQRPLGEPSA |  | GLGEYLKGRK |  | LDDTPSGAGK |  | FPAGHSVIQL |
| ARRQDSDLVQ |  | CGVTSPSSAE |  | ATGKLAVDTF |  | PARVIKHRAA |  | FLEAKGQGAL |
| DPNGTRVRHG |  | SGPPSSGGGL |  | YRDMGAQGGR |  | PSLIARIPVA |  | RILGDPEEES |
| WSPSLTNLEK |  | VVVTDVTSNF |  | LTVTIKESNT |  | DQGFFKEKR  |  |            |

A: Аланін

C: Цистеїн

D: Аспарагінова кислота

E: Глутамінова кислота

F: Фенілаланін

G: Гліцин

H: Гістидин

I: Ізолейцин

K: Лізин

L: Лейцин

M: Метіонін

N: Аспарагін

P: Пролін

Q: Глутамін

R: Аргінін

S: Серин

T: Треонін

V: Валін

W: Триптофан

Кодований геном білок за функціями належить до репресорів, регуляторів хроматину, фосфопротеїнів. 
Задіяний у таких біологічних процесах, як транскрипція, регуляція транскрипції. 
Локалізований у ядрі.